# 蓝绿鹊
蓝绿鹊（学名：Cissa chinensis），又称绿鹊，是鸦科绿鹊属的一种，分布于不丹、老挝、中国、越南、印度、泰国、印度尼西亚、缅甸、马来西亚、尼泊尔和柬埔寨。全球活动范围约为2,110,000平方千米。该物种的保护状况被评为无危。
蓝绿鹊的平均体重约为126.8克。栖息地包括亚热带或热带的湿润低地林、亚热带或热带的（低地）湿润疏灌丛、亚热带或热带的湿润山地林和河流、溪流，多生活于高大的乔木林中。该物种的模式产地在泰国西部。